# Jazz dans le parc
Jazz dans le parc est un festival de jazz qui se déroulait début juillet dans le parc du château des Échelles à Ambérieu-en-Bugey, dans le département de l'Ain. Il était organisé par la MJC d'Ambérieu, avec le soutien du Conseil général de l'Ain et la Ville d'Ambérieu-en-Bugey.
Il durait trois jours, avec deux concerts par jour. Il a notamment accueilli des artistes comme André Ceccarelli, Nicolas Folmer, Élisabeth Kontomanou ou Greg Théveniau.
La 13e et dernière édition a eu lieu en 2006.
Depuis 2007, le festival "Sous les Etoiles" remplace Jazz dans le Parc. Des spectacles et concerts gratuits ont lieu tous les vendredis du mois de juillet. 